# Ma meilleure amie (film)
Pour les articles homonymes, voir Ma meilleure amie.
Pour plus de détails, voir Fiche technique et Distribution.
Ma meilleure amie ou Irremplaçable au Québec (Miss You Already – littéralement "Tu Me Manques Déjà") est une comédie dramatique britannique réalisée par Catherine Hardwicke, basé sur la pièce radiophonique Goodbye de Morwenna Banks (en), qui a également écrit le scénario du film et sorti en 2015.
Le long-métrage met en vedette les actrices Toni Collette et Drew Barrymore dans les rôles principaux et raconte l'histoire de deux femmes, amies depuis l'enfance, et qui voient leur camaraderie mise à l'épreuve lorsque l'une découvre qu'elle est atteinte d'un cancer du sein et l'autre apprend qu'elle est enceinte de son premier enfant. Les autres rôles notables sont interprétés par Dominic Cooper, Paddy Considine et Jacqueline Bisset. 
Tourné principalement à Londres entre septembre et octobre 2014, Ma meilleure amie est présenté pour la première fois au Festival international du film de Toronto dans la sélection Gala Presentations en septembre 2015, avant de connaître une sortie en salles au Royaume-Uni le même mois, suivi notamment des États-Unis en novembre 2015 et de la France en juin 2016. Malgré un succès commercial limité au box-office, le film est bien accueilli par la critique, qui saluent les prestations de Collette et Barrymore.

## Synopsis
En Angleterre, Jess et Milly sont inséparables depuis l'école primaire. Les deux meilleures amies ont passé leur enfance et leur adolescence ensemble, elles ont toujours été présentes l'une pour l'autre, tant dans les moments de bonheur que dans les grandes détresses.
Aujourd'hui adultes, Milly est mariée à un rockeur, Kit, tandis que Jess a épousé Jago, son petit ami de longue date. Un jour, Milly apprend qu'elle est atteinte d'un cancer du sein au moment même où Jess réussit enfin à concevoir un enfant avec son mari, après plusieurs essais infructueux et les possibilités d'une fécondation in vitro. La nuit où elle apprend la bonne nouvelle, son amie comprend qu'elle doit subir une double mastectomie. Alors qu'elle est rongée par sa tumeur, Jess l'accompagne dans ses séances de chimiothérapie et la console dans son épreuve difficile. Mais le cancer se propage dans le cerveau et les jours de Milly sont désormais comptés.

## Fiche technique
- Titre original : Miss You Already

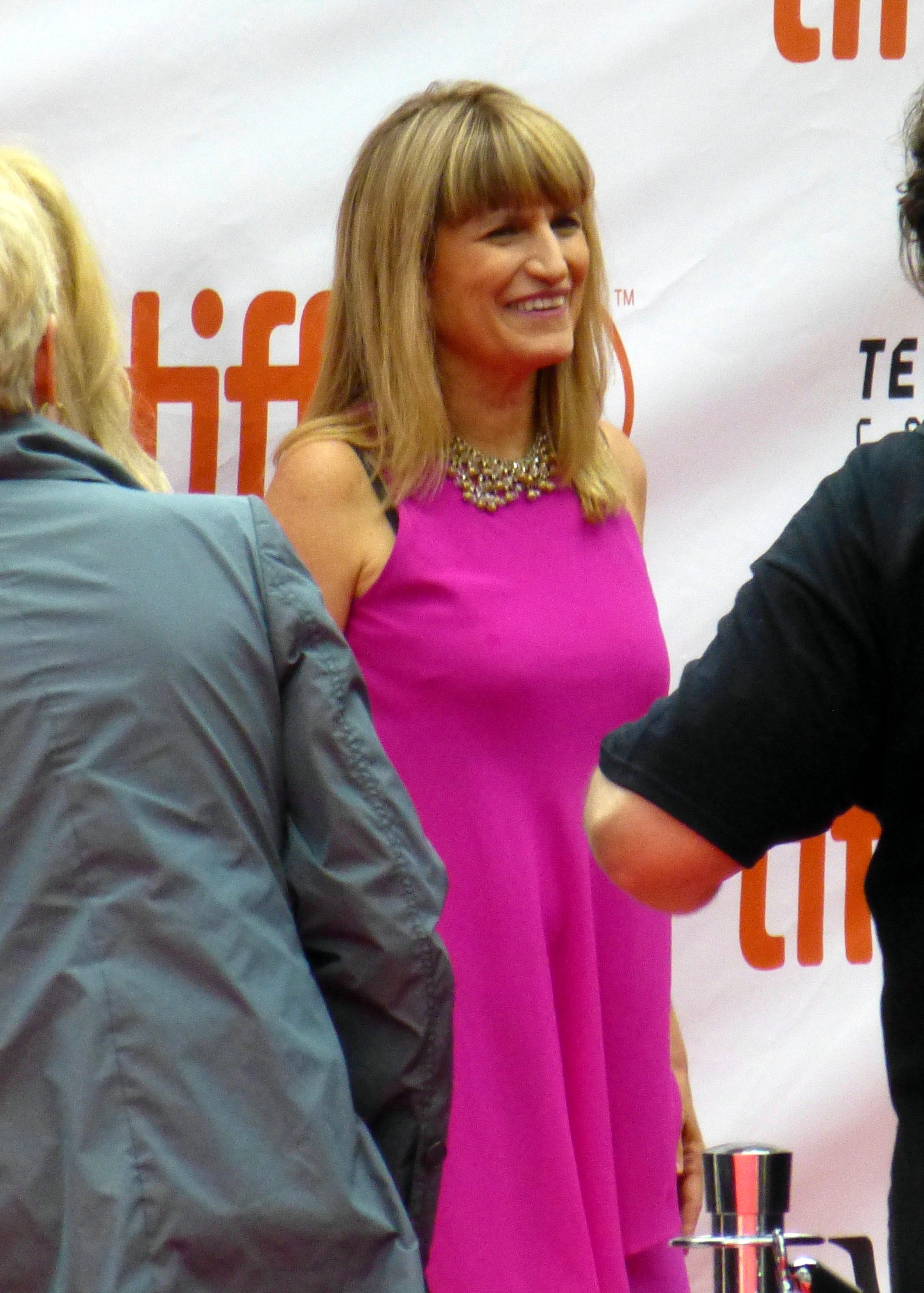
La réalisatrice Catherine Hardwicke à la première du film au TIFF 2015.

- Titre français : Ma meilleure amie
- Titre québécois : Irremplaçable
- Réalisation : Catherine Hardwicke
- Scénario : Morwenna Banks, d'après sa pièce radiophonique Goodbye
- Montage : Phillip J. Bartell
- Musique : Harry Gregson-Williams
- Photographie : Elliot Davis
- Production : Christopher Simon
- Sociétés de production : New Sparta Films et S Films
- Société de distribution : Entertainment One (Royaume-Uni), Roadside Attractions (États-Unis), Océan Films (France)
- Budget : 3,5 millions de $[1]
- Pays d'origine :  Royaume-Uni
- Langue originale : anglais
- Format : couleur — 2,35:1
- Genre : comédie dramatique
- Durée : 112 minutes
- Dates de sortie :
  -  Canada : 12 septembre 2015 (Festival international du film de Toronto)
  -  Royaume-Uni : 25 septembre 2015
  -  États-Unis : 6 novembre 2015 (sortie limitée)
  -  France : 15 juin 2016
- Classifications :
  - Royaume-Uni[2] : Convient pour les 12 ans et plus
  - États-Unis[3]: PG-13
  - France[4] : tous publics

## Distribution
- Toni Collette (VF : Brigitte Berges ; VQ : Violette Chauveau) : Milly
  - Sophie Holland : Milly à 21 ans
  - Lucy Morton : Milly à 13 ans
  - Eleanor Stagg : Milly à 10 ans
- Drew Barrymore (VF : Virginie Ledieu ; VQ : Aline Pinsonneault) : Jess
  - Charlotte Hope : Jess à 21 ans
  - Emily Trappen : Jess à 13 ans
  - Grace Schneider : Jess à 10 ans
- Mem Ferda (en) : Ahmed
- Dominic Cooper (VF : Christophe Seugnet ; VQ : Claude Gagnon (acteur)) : Kit
  - Max Rinehart : Kit à 21 ans
- Paddy Considine (VF : Guillaume Orsat ; VQ : Martin Watier) : Jago
- Tyson Ritter : Ace
- Frances de la Tour : Jill
- Jacqueline Bisset (VF : elle-même) : Miranda
- Honor Kneafsey (en) : Scarlett
- Ryan Lennon Baker : Ben
- Janice Acquah : Nisha
- Charlotte Ubben : Cheryl
- Shola Adewusi (en) : Athena
- Anjli Mohindra : Kira
- Noah Huntley : un exécutif

 Source et légende : version française (VF) sur RS Doublage
 Source et légende : version québécoise (VQ) sur Doublage.qc.ca

## Production

### Développement et choix des interprètes
L'inspiration de la scénariste Morwenna Banks dans l'écriture de Ma meilleure amie vient d'une expérience personnelle, lorsqu'elle a perdu trois amies à cause du cancer du sein. Dans une interview, elle déclarera que le scénario est une version fictive de sa propre réalité avec une pointe d'humour, tout en disant qu'ill était important pour elle de montrer que la maladie touche également des femmes jeunes, impactant ainsi leur vie de famille, amoureuse, amicale et professionnelle. Elle écrit une première version, intitulé Goodbye, qui est à l'origine une pièce radiophonique diffusé sur BBC Radio 4 en 2013, dans laquelle elle narre l'histoire de Lizzie, interprétée par Olivia Colman, atteinte d'un cancer du sein et de la relation avec sa famille et sa meilleure amie, Jen, incarnée par Natascha McElhone,,,,. Goodbye remporte le Tinniswood Award, prix qui récompenses les pièces radiophoniques originales au Royaume-Uni,.
Le développement commence en février 2012 lorsqu'il est annoncé que Paul Andrew Williams devrait être chargé de la réalisation et de la co-écriture avec Banks. Finalement, Catherine Hardwicke est engagé pour réaliser le long-métrage en avril 2014, Williams sera uniquement producteur délégué.
Si Toni Collette, longtemps attachée au film et devant jouer Jess avant d'opter pour le rôle de Milly, à l'origine, le rôle de Jess devait être tenu par Jennifer Aniston,. Mais en raison du retard de la production, Aniston s'est désengagée du projet au profit de Rachel Weisz, qui la remplace. Finalement, Weisz choisi également de quitter le film et sera remplacée par Drew Barrymore, qui s'engage sur le projet en septembre 2014,. Collette dira qu'elle était convaincue que Barrymore, qui venait d'avoir son second enfant peu avant le tournage, était faite pour le rôle de Jess et lui écrira une lettre pour la convaincre tout en sachant qu'elle venait d'accoucher récemment et ayant à l'idée qu'elle pouvait s'occuper de son enfant, mais Barrymore a finalement accepté de participer au projet, en raison du sujet. Les deux actrices développeront par la suite une amitié durable à la suite de ce film.
Parallèlement à l'arrivée de Barrymore sur le projet, Dominic Cooper et Paddy Considine sont engagés pour incarner respectivement les maris de Collette et Barrymore, tandis que Jacqueline Bisset est choisie pour tenir le rôle de la mère de Collette. Peu de temps après, Tyson Ritter rejoint le casting.

### Tournage
Le tournage principal a débuté le 7 septembre 2014 à Londres et le tournage a ensuite eu lieu dans le West Yorkshire, en Angleterre. L'hôpital présenté dans le film est l'UCH Macmillan Cancer Center. Deux scènes du film ont été tournées à l'iPhone 5, celui de la réalisatrice, qui désirait par ce biais créer plus d'intimité et se rapprocher de ses personnages. Le tournage à Londres ne s'est pas fait sans inconvénients, car la réalisatrice recherchait, pour son film, une ville dynamique, éclatante et cosmopolite, avec un visuel très urbain et la capitale anglaise rassemblait donc toutes ces caractéristiques, mais en raison d'un coût excessivement cher de tourner à Londres, le budget du film est grevé.
Afin de mieux rentrer dans le rôle, Toni Collette n'a pas hésité à se raser le crâne et en perdant du poids, dans la volonté de sensibiliser les gens sur le cancer du sein.

## Sortie et accueil

### Réception critique
Le film obtient dans l'ensemble des critiques positives des pays anglophones, obtenant un taux d'approbation de 71 % sur le site Rotten Tomatoes, sur la base de 117 critiques collectées et une moyenne de 6/10 et un score de 59/100 sur le site Metacritic, sur la base de 24 critiques collectées. Dans son consensus, Rotten Tomatoes note que le long-métrage « n'hésite pas à aller chercher les conduits lacrymaux des cinéphiles, mais son scénario solide et sa distribution talentueuse sont souvent assez puissants pour compenser ses moments les plus manipulateurs ».
En France, l'accueil critique est mitigé avec une moyenne de 2,9/5 sur le site AlloCiné, sur la base de 19 critiques collectées. Parmi les critiques positives, Emilie Léoni du magazine Télé 2 Semaines note que le film « est un grand huit émotionnel où l’on rit (beaucoup), on s’émeut (énormément), on s’indigne (forcément) » et qu'« on sort de là les yeux humides et le cœur chamboulé », mais que « cela fait un bien fou ». Noémie Luciani du Monde note dans sa critique que « plus cruel qu’on ne pouvait s’y attendre, et plus fort, ce mélo entre rire noir et fleuves de larmes est un terrain de jeu exceptionnel pour deux actrices d’exception », tandis que Florence Roman de Public indique que « ce film qui vous fait rire et pleurer est un formidable hommage rendu à toutes celles qui combattent le cancer du sein » et Renée Kerdavid du site aVoir-aLire.com trouve le film « abouti malgré son thème casse-gueule », qui « se distingue par son énergie, cette vitalité qui s’affranchit des contingences du mal-être physique et nous invite à une belle réflexion sur la vie, particulièrement humaine et touchante ».
Parmi les critiques mitigées, Christophe Carrière de L'Express note que « parce que c'est monté très rythmé, le film fonctionne bien, mais rien n'est tellement nouveau », tandis qu'Alain Grasset du Parisien trouve que « si la première partie de cette tragi-comédie [...] est réussie, la suite est marquée par des scènes répétitives, voire clichées », bien qu'il indique que « l'ensemble reste émouvant grâce à Drew Barrymore et Toni Collette, remarquables de justesse ». Amélie Leray des Fiches du Cinéma trouve que la « mise en scène est classique » mais qui est « sauvée par un scénario drôle et poignant, porté par les talentueuses Drew Barrymore et Toni Collette ». Les prestations de Collette et Barrymore est également saluée par Laurent Dijan de Studio Ciné Live et Philippe Ross de Télé 7 Jours, bien qu'ayant émis des avis mitigées dans leurs critiques, leur reprochant le côté mélo bien qu'ils apprécient le mélange de rires et d'émotions.
Dans les critiques négatives recensés par AlloCiné, Jean Serroy du Dauphiné Libéré qualifie le film « mélodrame pas vraiment convaincant, qui ne réussit pas toujours à éviter les pièges de la sensiblerie tout en ayant du mal à susciter l’émotion », tandis que Théo Ribeton des Inrockuptibles le trouve « peu inspirée », Nicolas Schaller de L'Obs est sévère, le jugeant comme « un sommet d’indigence à l’attention du public féminin dont la sortie la veille de la Fête du Cinéma et en plein Euro de Foot – pour divertir ces dames quand leurs conjoints sont devant le match – résume bien l’ambition putassière » et Pierre-Julien Marest de Télérama juge le film ressemblant beaucoup trop « à un soap opera des années 1980 ».

## Box-office
| Pays ou région        | Box-office     | Date d'arrêt du box-office | Nombre de semaines |
| --------------------- | -------------- | -------------------------- | ------------------ |
| Royaume-Uni           | 1 464 536 £    | 10 janvier 2016            | 16                 |
| États-Unis            | 1 162 653 $    | 22 novembre 2015           | 3                  |
| France                | 72 653 entrées | 27 juillet 2016            | 6                  |
| Total hors États-Unis | 7 001 396 $    | —                          | —                  |
| Total mondial         | 8 164 049 $    | —                          | —                  |

Ma meilleure amie sort au Royaume-Uni le 25 septembre 2015 dans 437 salles et prend la quatrième place du box-office pour son premier week-end à l'affiche avec 487 247 £, soit 71 642 entrées et l'équivalent de plus de 739 000 $, pour une moyenne de 1 115 £ par salles. Le démarrage est considéré comme faible malgré une bonne promotion du film. Le week-end suivant, le film totalise 201 890 £ dans 399 salles (soit 164 179 entrées estimées), soit une baisse de 59% de fréquentation par rapport à son démarrage, ce qui lui vaut de se hisser en huitième place. En seize semaines d'exploitation dans les salles britanniques, le long-métrage totalise 1 464 536 £, soit plus de 2 000 000 $ de recettes et 189 055 entrées.
Aux États-Unis, le film connaît une sortie limitée le 6 novembre 2015 et ne reste que trois semaines à l'affiche. Pour son premier week-end, où il est distribué dans 384 salles, il occupe la 20e place du box-office avec 552 506 $, soit une moyenne de 1 438 $ par salles. Mais les deux semaines suivantes, son exploitation connaît une forte baisse, plus marquée vers la troisième semaine, où il termine avec 1 162 653 $ de recettes. En dehors du Royaume-Uni, où le film a fait son meilleur résultat au box-office, et des États-Unis, Ma meilleure amie totalise 1 426 786 $ en Australie et 1 407 695 $ au Mexique. 
En France, sorti dans 271 salles le 15 juin 2016, Ma meilleure amie fait un démarrage décevant avec seulement 43 102 entrées, lui permettant d'être à la 14e place du box-office et finit son exploitation après six semaines à l'affiche avec 72 653 entrées .

## Distinctions
- Guild of Music Supervisors Awards (en) 2016 : Nommée dans la catégorie « Meilleure supervision musicale pour un film dont le budget est inférieur à cinq millions de dollars » pour Jojo Villanueva et Jen Ross